# 亚洲领导力会议
由《朝鲜日报》主办的亚洲领导力会议(ALC)通常每年一次在韩国首尔开幕，以当面亚洲和世界问题为主题，2005年3月以来吸引了150多名全球各界精英演讲者与1000多名人士参加。本次论坛以”一个韩国，新的亚洲”主题将于2014年3月3日至四日在首尔新罗酒店举办。. 
本来以韩国经济和政治为目的进行，但是随着时间的流逝发展到全球性规模，全球各界精英来参加讨论亚洲与世界正在面临的问题。本次第五届论坛参加人用平板电脑参与演讲。2005年的亚洲领导力论坛是在2004年印度地震和海啸后举办的，因此主题定为“海啸后的合作与重建”。根据朝鲜日报所述，亚洲领导力论坛是基于韩国已经经历了经济和政治上的动荡，应该为后世和整个亚洲树立一种榜样的理念举办的。在会议讨论各种问题的同时，许多领导者也参与进来，逐渐发展成了一个有许多国家共同参与的政治、经济、社会论坛。
上次论坛于2013年3月26日至27日以亚洲新的挑战：经济增长与公共福利为主题进行。下一届会议拟定与2014年的3月3-4日在首尔的Shilla Hotel以“一个韩国，新的亚洲”为主题。

## 会议日程
- 第一、预见未来统一韩国

- 第二、亚洲转折点

- 第三、亚太地区新秩序

- 第四、对创新增长的新发动机

### 演讲者 (2014年)
| Name                                 | Remarks                                                                 |
| ------------------------------------ | ----------------------------------------------------------------------- |
| 乔治·沃克·布什 (George W. Bush)      | 美国前总统                                                              |
| 鸠山由纪夫(Hatoyama Yukio)           | 日本前首相                                                              |
| 吴作栋(Goh Chok Tong)                | 新加坡前总理                                                            |
| 茱莉亚•爱琳•杰拉德(Julia Gillard)    | 澳大利亚前副总理                                                        |
| 洛塔尔•德梅齐埃(Lothar de Maizière)  | 民主德国前总理                                                          |
| 素林·比素萬                          | 东南亚国家联盟前秘书长                                                  |
| 田中均                               | 日本前副外相                                                            |
| 大卫·邦德曼                          | 德州太平洋集团（TPG）创立者                                             |
| 巴里•史特理克(Barry Sternlicht)      | 喜达屋资本 首席执行官                                                   |
| 麦嘉华(Marc Faber)                   | 麦嘉华有限公司 首席执行官                                               |
| 吉姆-罗杰斯(Jim Rogers)              | 罗杰斯控股 董事长                                                       |
| 汤姆•凯利(Tom Kelley)                | IDEO总经理                                                              |
| 戴夫•麦库(Dave McClure)              | 500 Startups 创始人兼董事长                                             |
| 爱德华•荣格(Edward Jung)             | 高智发明 首席技术官                                                     |
| Eric Li                              | 成为资本 创立者                                                         |
| Kevin Sneader                        | 麦肯锡亚洲分公司 董事长                                                 |
| 布鲁莫 (Ian Bremmer)                 | 政治风险咨询公司欧亚集团 总裁                                           |
| 夏智诚(Mark Hutchinson)              | GE Greater China 总裁                                                   |
| Sato Kumi                            | COSMO 首席执行官                                                        |
| 爱德华•普雷斯科特(Edward Prescott)   | 亚利桑那州立大学（Arizona State University） 教授 (2004 Nobel Laureate) |
| Karl-Heinz Paqué                     | 马格德堡大学（Otto-von-Guericke University Magdeburg） 教授             |
| 张军                                 | 复旦大学 教授                                                           |
| Richard Cooper                       | 哈佛大学教授                                                            |
| 金星焕                               | 韩国前外交通商部长                                                      |
| 文正仁                               | 韩国东北亚合作委员会主席                                                |
| 辛茜亚•蒙哥马利(Cynthia Montgomery ) | 哈佛大学（ Harvard University） 教授/ 作者                              |
| 罗伯特•D.卡普兰(Robert D. Kaplan)    | 地理政治学分析家                                                        |
| 迈克尔•格林(Michael Green)           | 美国战略与国际研究中心 高级副所长                                       |
| Adam Johnson                         | 斯坦福大学 教授(2013普利策新闻奖获得主))                                |
| 咸在凤                               | 韩国峨山政策研究中心 院长                                               |
| 刘劲                                 | 长江商学院 副院长                                                       |
| Mimura Mitsuhiro                     | 东北亚经济研究所 研究主任                                               |
| 沈丁立                               | 复旦大学 教授                                                           |
| 达巍                                 | 中国现代国际关系研究院 研究员                                           |
| 安德烈•科尔图诺夫(Andrei Kortunov)   | 新欧亚基金会 总裁                                                       |
| Ian Robertson                        | 都柏林圣三一学院 教授                                                   |
| Stuart Thorson                       | 雪城大学(Syracuse University) 教授                                      |
| 权九勋                               | 高盛集团韩国部 经济学家                                                 |
| 金炳渊                               | 首尔大学 (Seoul National University) 教授                               |
| Theresa Rah                          | ORATIO 首席执行官                                                       |
| 柳吉在                               | 韩国统一部 部长                                                         |
| Paik Hoon                            | 中央大学 教授                                                           |
| Lee Sook-Jong                        | 成均馆大学 教授                                                         |
| Lee Chung-Min                        | 韩国国家安全事务大使                                                    |
| Lee Jong-Hwa                         | 高丽大学亚洲问题研究所 研究主任                                         |
| 全光宇                               | 韩国国家养老基金 前董事长                                               |
| 千详勋                               | 韩国统一研究院长                                                        |
| 郑世周                               | Noom 首席执行官                                                         |